# Arte cristiana

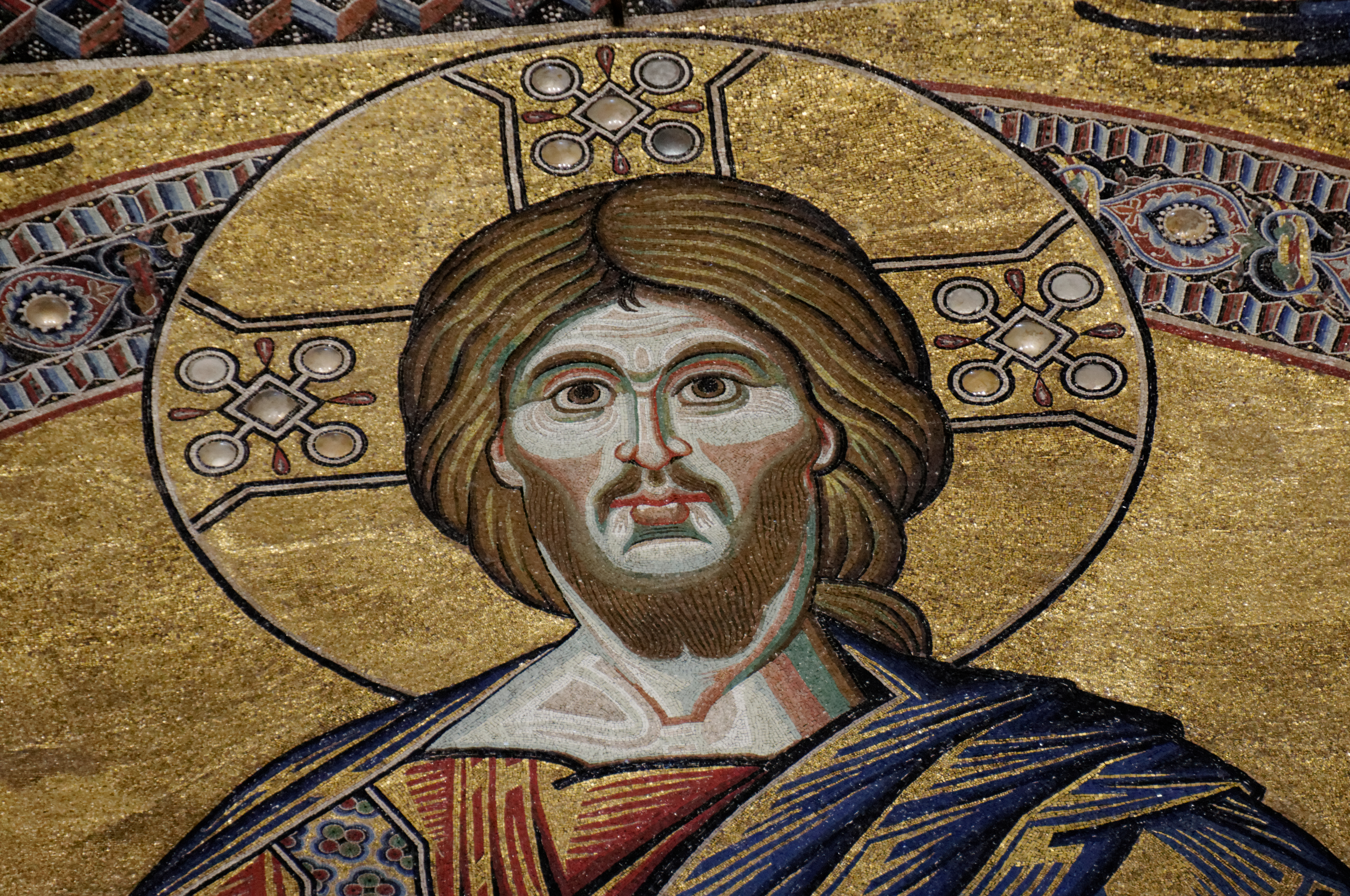
Cristo Pantocratore nel Battistero di San Giovanni

Per arte cristiana si intende ogni espressione artistica sacra che usa temi e immagini del cristianesimo.
La maggior parte dei gruppi cristiani utilizza l'arte in vari contesti religiosi e fra i soggetti cristiani più comuni vi sono le immagini di Gesù, quelle che narrano la vita di Cristo e quelle dedicate agli episodi dell'Antico Testamento. Le immagini della Vergine Maria e dei santi, comuni nell'arte cattolica e ortodossa, sono invece molto più rare nell'arte protestante. Rispetto a religioni correlate come l'Islam e l'ebraismo, in cui le rappresentazioni figurative sono proibite, il cristianesimo fa un uso molto più ampio delle immagini. Tuttavia non mancarono periodi in cui si obiettò circa l'uso di immagini religiose e non mancarono importanti fasi storiche di iconoclastia e aniconismo all'interno del cristianesimo.

## Storia

### Arte paleocristiana

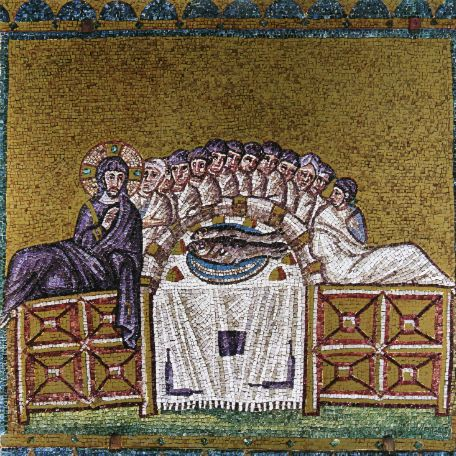
Particolare con la scena dell'Ultima Cena presso la Basilica di Sant'Apollinare Nuovo

L'arte paleocristiana risale a un periodo vicinissimo alle origini del cristianesimo, fra il terzo e il sesto secolo dopo Cristo. Le più antiche sculture cristiane provengono anche da sarcofagi risalenti l'inizio del secondo secolo. I più grandi gruppi di dipinti paleocristiani provengono invece dalle catacombe di Roma e mostrano l'evoluzione della rappresentazione di Gesù, un processo che venne completato durante il VI secolo, quando l'apparizione convenzionale di Gesù nell'arte rimase straordinariamente coerente.
Fino all'adozione del cristianesimo da parte di Costantino I, l'arte cristiana derivò il suo stile e gran parte della sua iconografia dall'arte romana popolare, ma da quel momento i grandi edifici cristiani, costruiti sotto il patronato imperiale, iniziarono a divenire versioni cristiane dell'architettura d'élite romana e dell'arte ufficiale di cui i mosaici delle chiese romane sono gli esempi superstiti più importanti. Con il passare del tempo, l'arte cristiana subì una transizione stilistica dalla tradizione classica a cui si era legata a uno stile ieratico meno realista e ultraterreno che, nel dodicesimo secolo, segnò l'inizio dapprima dell'arte romanica, diffusasi in Europa fra il decimo e il dodicesimo secolo, e in seguito dell'arte gotica, affermatasi nel dodicesimo secolo.

### Medioevo

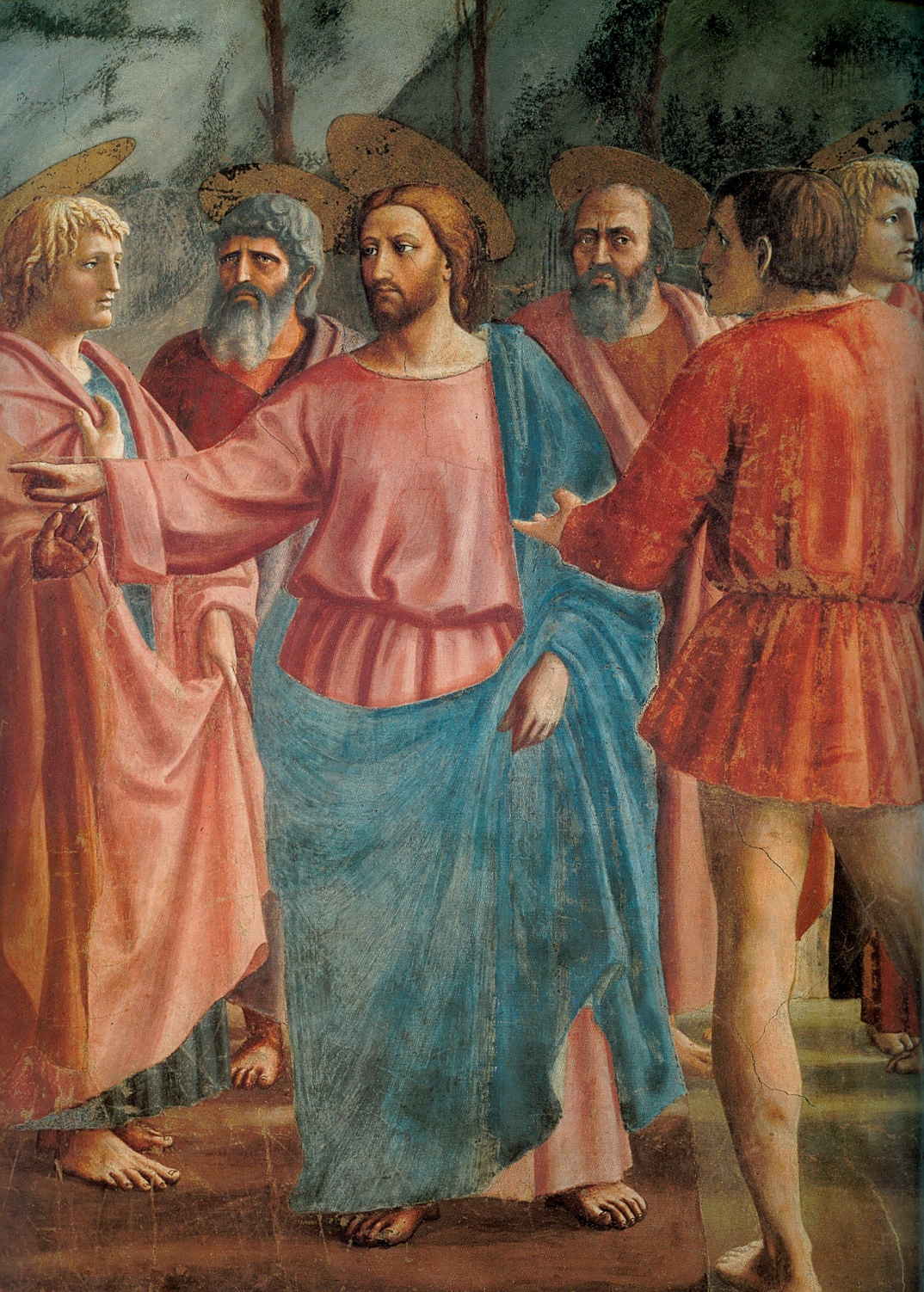
Particolare della Cappella Brancacci (1424-1428) di Masaccio e Masolino da Panicale

Molta arte che oggi sopravvive in seguito alla caduta dell'Impero romano d'Occidente è cristiana. Questo avvenne principalmente perché in gran parte dei casi la preservazione delle architetture da parte della Chiesa ha conservato l'arte ecclesiastica meglio di molte altre opere secolari. Se la maggior parte delle strutture politiche dell'Impero romano d'Occidente crollarono dopo la caduta di Roma, la sua gerarchia religiosa, quella che è oggi la Chiesa cattolica romana moderna, commissionò e finanziò la produzione di immagini di arte religiosa.
La chiesa ortodossa di Costantinopoli, che godeva di una maggiore stabilità all'interno dell'Impero orientale sopravvissuto, ebbe un ruolo chiave nel commissionare immagini e glorificare il cristianesimo durante il medioevo. Nello stesso periodo, la Chiesa cattolica utilizzò le sue risorse per commissionare dipinti e sculture.
Durante lo sviluppo dell'arte cristiana nell'impero bizantino, un'estetica più astratta sostituì il naturalismo precedentemente stabilito nell'arte ellenistica. Questo nuovo stile era ieratico, il che significava che il suo scopo principale era quello di trasmettere un significato religioso piuttosto che rendere con precisione oggetti e persone. Prospettiva realistica, proporzioni, luce e colore furono ignorati a favore della semplificazione geometrica delle forme, della prospettiva inversa e delle convenzioni standardizzate per ritrarre individui ed eventi. La controversia sull'uso delle immagini scolpite, l'interpretazione del Secondo comandamento e la crisi dell'iconoclastia bizantina portarono a una standardizzazione delle immagini religiose all'interno dell'ortodossia orientale.

### Dal Rinascimento al Settecento

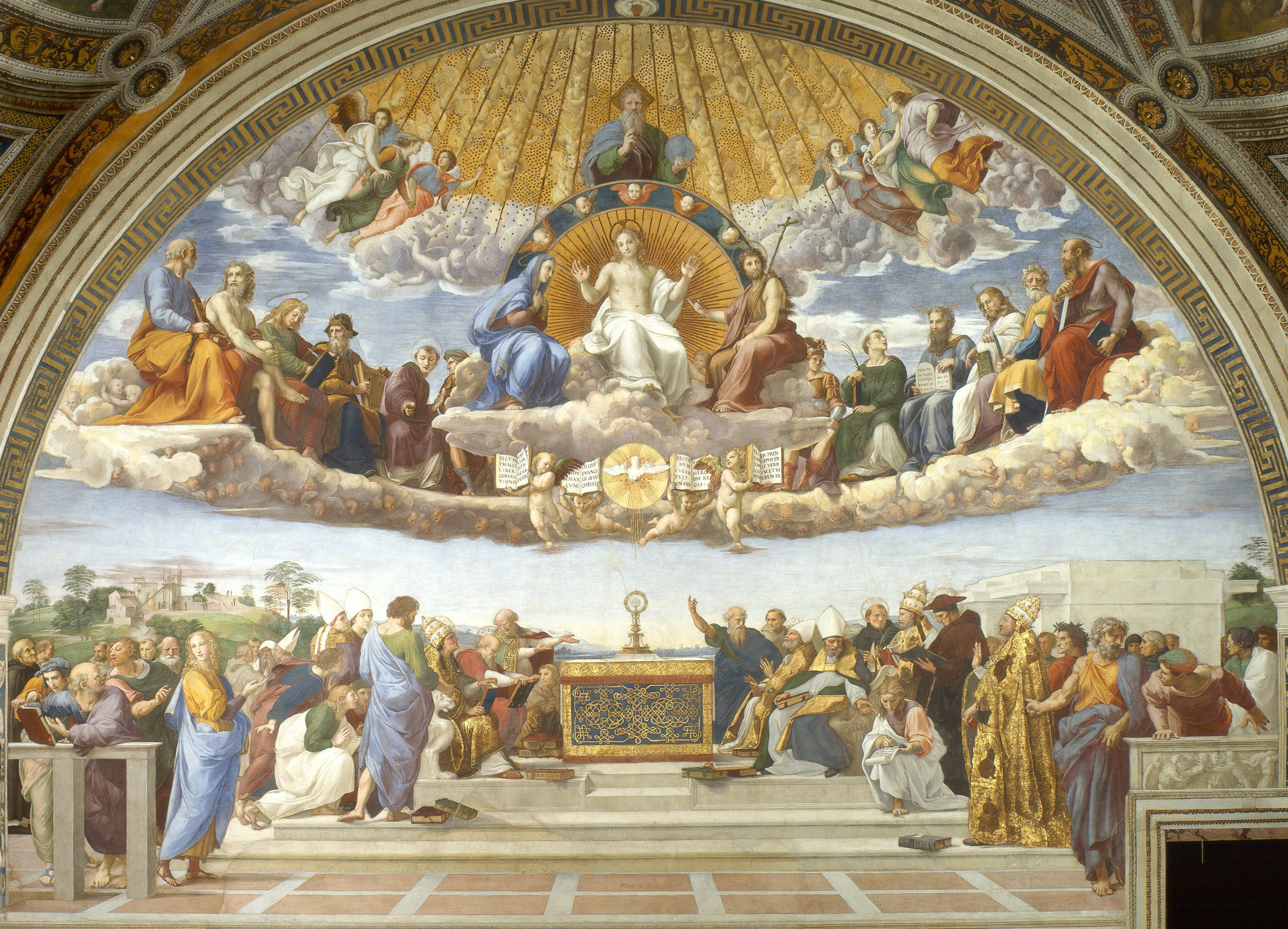
Disputa del Sacramento (1509) di Raffaello

La caduta di Costantinopoli del 1453 pose fine alla più alta qualità dell'arte bizantina prodotta nelle officine imperiali. L'arte delle icone ortodossa, a prescindere dai mezzi, riuscì comunque a mantenersi integra fino ai giorni nostri con relativamente pochi cambiamenti di soggetto e di stile. Oggi la Russia sta gradualmente diventando il principale centro di produzione di immagini iconiche.
In Occidente, il Rinascimento vide un aumento di opere monumentali secolari, ma fino alla Riforma protestante, l'arte cristiana continuò ad essere commissionata in grandi quantità dal clero e dall'aristocrazia. La Riforma protestante del sedicesimo secolo esercità un enorme impatto sull'arte cristiana, portando rapidamente la produzione di arte cristiana pubblica a un blocco virtuale nei paesi protestanti, e causando la distruzione della maggior parte dell'arte che esisteva allora.
Per molti anni, fra il sedicesimo secolo e il diciottesimo secolo, agli artisti furono commissionati, oltre all'arte cristiana, ritratti, dipinti di paesaggi e, grazie alla rinascita del neoplatonismo in epoca Rinascimentale, anche soggetti della mitologia classica. Nei paesi cattolici, la produzione continuò e aumentò durante la controriforma, ma la loro arte sacra iniziò a essere sottoposta a controlli molto più rigidi da parte della gerarchia ecclesiastica. A partire dal diciottesimo secolo, nonostante alcune eccezioni, il numero di opere religiose prodotte da artisti di punta diminuì bruscamente e alcuni artisti continuarono a produrre esemplari di arte religiosa di propria iniziativa.

### La modernità
A partire dal diciannovesimo secolo, l'arte cristiana occidentale antica e medievale cominciò ad essere raccolta in musei e collezioni al fine di essere apprezzata e smise di essere oggetto di venerazione. L'arte cristiana contemporanea venne considerata sempre più marginale. Dall'avvento della stampa, la vendita di riproduzioni di opere sacre divenne un elemento importante della cultura cristiana popolare. L'invenzione della litografia a colori contribuì a diffondere su larga scala i santini. Sebbene criticati per essere kitsch, alcuni artisti commerciali come Thomas Blackshear e Thomas Kinkade vantarono di un successo significativo. Non mancarono anche manufatti artistici, anche celebri, commissionati per le strutture religiose a vari artisti moderni come Eric Gill, Marc Chagall, Henri Matisse, Jacob Epstein, Elisabeth Frink e Graham Sutherland. Artisti contemporanei come Makoto Fujimura,  Larry D. Alexander e John August Swanson ebbero un'influenza importante tanto nelle arti sacre quanto in quelle secolari.